# 木谷邦臣
木谷 邦臣（きたに くにおみ、1938年5月21日 - ）は、日本の俳優。愛知県蒲郡市出身。身長169cm、体重72kg。

## 人物・略歴
- 東映京都撮影所の所属[1][信頼性要検証]。
- 免許・資格：普通自動車免許
- 特技：殺陣、船漕ぎ（竿、櫓）、柔道（初段）
- 東映剣会のメンバー。他には福本清三・笹木俊志・峰蘭太郎・小峰隆司などが所属している。
- 俳優業以外にも、『十三人の刺客』や『大奥』など時代劇での所作指導も担当[2]。

## 出演

### 映画
- 白馬童子 南蛮寺の決斗（1960年3月29日、東映） - 町人
- 真田風雲録（1963年6月2日、東映） - 槍持若侍
- てなもんや三度笠（1963年6月9日、東映） - 市一家
- 新選組血風録 近藤勇 （1963年、東映） - 井上源三郎
- 狐雁一刀流 （1963年、東映） - 船頭
- 月影忍法帖 二十一の眼 （1963年、東映） - 山屋
- 日本侠客伝（1964年8月13日、東映） - 木場政の人足
- 十兵衛暗殺剣 （1964年10月14日、東映） - 浦の郷兵衛
- 博徒対テキ屋（1964年12月24日、東映） -
- 日本侠客伝 浪花編（1965年1月30日、東映） -
- 股旅 三人やくざ （1965年5月22日、東映） - 徳丸一家の乾分B
- 主水之介三番勝負 （1965年、東映） - 富永
- 大阪ど根性物語 どえらい奴（1965年10月24日、東映） - 籠花の若衆
- 丹下左膳 飛燕居合斬り （1966年5月21日、東映） - 隠密＃３
- 十七人の忍者 大血戦 （1966年、東映） - 甲山太郎四郎
- 続花と龍 洞海湾の決闘 （1966年、東映） - 友田の乾分B
- 怪竜大決戦 （1966年12月21日、東映） - 道念
- 兄弟仁義（1966年12月31日、東映） - 阿古島組々員
- 牙狼之介 （1966年、東映） - 浪人3
- お尋ね者七人 （1966年、東映） - 鬼八
- 男涙の波門状 （1967年、東映） - 森川徳松
- 銭形平次 （1967年、東映） - 下引
- 兄弟仁義シリーズ （東映）
  - 兄弟仁義 関東命知らず （1967年） - 源田庄平
  - 兄弟仁義 続・関東三兄弟 （1967年） - 杉山平助
- 男の勝負 仁王の刺青 （1967年、東映） - 市川仙太
- 日本侠客伝シリーズ （東映）
  - 日本侠客伝 斬り込み （1967年） - 博徒A
  - 日本侠客伝 絶縁状 （1968年） - 手配師A
  - 日本侠客伝 昇り龍 （1970年） - 時次郎
- 男涙の破門状 （1967年、東映） - 森川徳松
- 博奕打ちシリーズ （東映）
  - 博奕打ち 不死身の勝負 （1967年） - 唐津の徳
  - 博奕打ち 総長賭博 （1968年） - 若い衆B
  - 博奕打ち 殴り込み （1968年） - 子分
- まぼろし黒頭巾 闇に飛ぶ影 （1967年、東映） - 柳生一門
- 人間魚雷 あゝ回天特別攻撃隊 （1968年1月3日、東映） - 予備士官
- 侠客列伝 （1968年、東映） - 小林
- 妖艶毒婦伝　般若のお百 （1968年、東映） - 上島
- 渡世人列伝 （1969年、東映） - 亀山
- 緋牡丹博徒シリーズ （東映）
  - 緋牡丹博徒 鉄火場列伝 （1969年） - 源
  - 緋牡丹博徒 二代目襲名 （1969年） - えびがに
  - 緋牡丹博徒 お竜参上 （1970年） - 木和田
  - 緋牡丹博徒 お命戴きます （1971年） - 竹
  - 緋牡丹博徒 仁義通します （1971年） - 玄義猿
- 関東テキヤ一家 （1969年、東映） - 阪下実六
- 前科者 縄張荒し （1969年、東映） - 刑事E
- 博徒一家 （1970年、東映） - 小松庫吉
- シルクハットの大親分 ちょび髭の熊 （1970年、東映） - 巡査
- 傷だらけの人生 （1971年、東映） - 小杉由松
- 日本悪人伝 （1971年、東映） - 刑事
- 女渡世人シリーズ （東映）
  - 女渡世人 （1971年） - 螢の銀次
  - 女渡世人 おたの申します （1971年） - 半目
- 日本女侠伝・激斗ひめゆり岬 （1971年、東映） - 野呂
- 男の代紋 （1972年、東映） - 鳴海徳松
- 昭和おんな博徒 （1972年、東映） - 飛行機鉄
- 極道シリーズ （東映）
  - 極道罷り通る （1972年） - 合力
  - 極道VSまむし （1974年） - 藤田
- 仁義なき戦いシリーズ （東映）
  - 仁義なき戦い （1973年） - 川南時夫
  - 仁義なき戦い 広島死闘篇 （1973年） - 下条章一
  - 仁義なき戦い 代理戦争 （1973年） - 和田作次
  - 仁義なき戦い 頂上作戦 （1974年） - 和田作次
  - 仁義なき戦い 完結篇 （1974年） - 金田守
- 不良姐御伝 猪の鹿お蝶 （1973年、東映） - 辰平
- やくざ対Gメン （1973年、東映） - 若い者
- やさぐれ姐御伝 総括リンチ （1973年、東映） - 笠金
- 唐獅子警察 （1974年、東映） - 栗原の若衆
- ザ・カラテ （1974年、東映） - カシム・カーン
- 極悪拳法 （1974年、東映） - 当倉の当番
- まむしの兄弟シリーズ （東映）
  - まむしの兄弟 二人合わせて30犯 （1974年） - 塚本の若い衆
  - まむしと青大将 （1975年） - 宗田功一
- 三代目襲名 （1974年、東映） - 山口組若衆
- 県警対組織暴力 （1975年、東映） - 宏道会組員A
- 暴動島根刑務所 （1975年、東映） - 大田登
- 強盗放火殺人囚（1975年、東映） - 松元
- 激突! 合気道 （1975年、東映） - 谷口
- 資金源強奪 （1975年、東映） - 羽田組々員
- 新仁義なき戦いシリーズ（東映）
  - 新仁義なき戦い 組長の首 （1975年） - 柿田
  - 新仁義なき戦い 組長最後の日 （1976年） - 松田国夫
- 日本暴力列島 京阪神殺しの軍団 （1975年、東映） - 北元治
- 玉割り人ゆき （1975年、東映） - アナーキスト
- 日本任侠道 激突篇 （1975年、東映） - 喜一
- 脱走遊戯 （1976年、東映） - 看守
- 徳川女刑罰絵巻 牛裂きの刑 （1976年、東映） - 虎吉
- 狂った野獣 （1976年、東映） - 京都府警の警部
- ラグビー野郎 （1976年、東映） - 山木
- やくざの墓場 くちなしの花 （1976年、東映） - 奥谷勇
- 暴走パニック 大激突（1976年、東映） - 刑事
- 日本の首領シリーズ （東映）
  - やくざ戦争 日本の首領 （1977年） - 益田留蔵
  - 日本の首領 野望篇 （1977年） - 門脇正夫
- ドーベルマン刑事 （1977年、東映） - 薊元国
- 北陸代理戦争 （1977年、東映） - 赤木良男
- 柳生一族の陰謀 （1978年、東映） - 土井の家臣
- 沖縄10年戦争 （1978年、東映） - 辻本
- 水戸黄門 （1978年、東映）
- 冬の華 （1978年、東映） - ドス健
- 赤穂城断絶 （1978年） - 徳田政右衛門
- 宇宙からのメッセージ （1978年、東映） - 士官
- 真田幸村の謀略 （1979年、東映） - 市兵衛
- 地獄 （1979年、東映） - トレーナー
- 総長の首 （1979年、東映） - 私服刑事A
- 徳川一族の崩壊 （1980年、東映） - 中根雪江
- 影の軍団 服部半蔵 （1980年、東映） - 目付A
- 吼えろ鉄拳 （1981年、東映） - 六匹の竜一
- 陽暉楼 （1983年、東映） - 若衆
- 人生劇場 （1983年、東映） - 巡査
- 大奥十八景 （1986年、東映） - 幕閣A
- 必殺! III 裏か表か（1986年、松竹 / ABC） - 用心棒
- 極道の妻たち シリーズ （東映）
  - 極道の妻たち（1986年） - 半田署の刑事B
  - 極道の妻たちII（1987年） - 貝塚署の刑事
  - 極道の妻たち 三代目姐（1989年）
  - 新極道の妻たち 惚れたら地獄（1994年）
  - 極道の妻たち 赫い絆（1995年） - 野中
- 将軍家光の乱心 激突 （1989年、東映）
- 悲しきヒットマン （1989年、東映）
- 桜田門外ノ変 （2010年、東映）
- 太秦ライムライト（2014年、東映）※ノンクレジット

### テレビドラマ
- 新選組血風録（NET/ 東映）
  - 第4話「故沙笛を吹く武士」（1965年8月1日）- 十番隊々士

銭形平次 （CX / 東映） ※大川橋蔵版
- - 第3話「謎の夫婦雛」（1966年5月18日）- 吉蔵の仲間
  - 第5話「捕物仁義」（1966年6月1日）- ごろん棒
  - 第44話「江戸っ子雛」（1967年3月1日）- 隻眼の浪人
  - 第47話「地獄の罠」（1967年3月22日）- 正吉
  - 第53話「盗まれた爆薬」（1967年5月3日）- 浪人
  - 第113話「親子雲」（1968年）- 三次
  - 第123話「海鳴りの狼火」（1968年9月4日）- 助八
  - 第141話「金色の指」（1969年1月8日）- 徳松
  - 第142話「三千両の恋」（1969年1月15日）- 巳之吉
  - 第181話「女ふたり」（1969年）
  - 第196話「木枯しの女」（1970年）- 役人
  - 第230話「盗まれた名画」（1970年）- 緒形
  - 第242話「縛られ地蔵」（1970年）
  - 第332話「万七恋文騒動」（1972年）- 乾分(一)
  - 第348話「初春押しかけ女房」（1973年）- 仁
  - 第360話「十手を捨てるとき」（1973年）- 弥八
  - 第399話「父の秘密」（1973年）
  - 第557話「みそっかすの唄」（1977年）- 俵伝八
  - 第566話「奇妙なお礼参り」（1977年）- 辰の仲間
  - 第577話「女親分と五人の子供」（1977年）- 人足
  - 第588話「白浪ざんげ」（1977年9月7日）- 弥助
  - 第599話「富くじ騒動」（1977年11月30日）- 米吉
  - 第609話「幽霊から来た結び文」（1978年2月8日）- 漁師
  - 第612話「娘十手が恋に泣く」（1978年3月1日）- 浪人
  - 第622話「おやじ」（1978年）- 釣日
  - 第624話「死の淵に立つ平次」（1978年）- 百姓
  - 第630話「ドジな男の子守唄」（1978年）- 半兵ヱの子分
  - 第635話「死者を呼ぶ女」（1978年8月16日）- 地廻り
  - 第658話「俺は神様じゃない」（1979年2月7日）- 魚屋
  - 第662話「憂き世まんだら」（1979年3月7日）- 船頭
  - 第675話「蛇の目傘の女」（1979年6月13日）- 人足頭
  - 第685話「思案橋の女」（1979年）- 源九郎
  - 第720話「消えぬ傷あと」（1980年5月28日）
- 仮面の忍者 赤影 第5話「謎の独楽忍者」（1967年5月3日、KTV / 東映） - 足軽
- 野次馬がいく 第3話「飲むな!ただ酒」（1967年10月19日、NET / 東映）
- 用心棒シリーズ （NET / 東映）
  - 待っていた用心棒
    - 第3話「吹きだまりの月」（1968年2月12日）
    - 第20話「遠い国からの客」（1968年6月10日）

  - 帰って来た用心棒
    - 第12話「あの竹薮をぬけて」（1968年）
    - 第25話「月下の顔」（1969年）
    - 第31話「路地裏の宿」（1969年）
- 妖術武芸帳 第1話「怪異妖法師」（1969年3月16日、TBS / 東映）
- 水戸黄門 (TBS / C.A.L)
  - 第1部
    - 第5話「血槍の弥平 -江尻宿-」（1969年9月1日） - 長州藩士
    - 第7話「雨あがる -大井川-」（1969年9月15日） - 浪人C
    - 第13話「追いつめられて -堺港-」（1969年10月27日） - 船頭
    - 第30話「上州からっ風 -前橋-」（1970年2月23日） - 平助

  - 第2部
    - 第20話「喧嘩買います -木曽福島-」（1971年2月8日） - 普請場の人足
    - 第21話「泣くものか -大井-」（1971年2月15日） - 八蔵の子分
    - 第27話「密命おびて -萩-」（1971年3月29日） - 役人

  - 第3部
    - 第1話「南から来た密使 -水戸-」（1971年11月29日） - 薩摩藩士
    - 第10話「泣く子にゃ勝てぬ黄門さま -吉田-」（1972年1月31日） - 九郎太の配下
    - 第11話「恩讐の通し矢 -岡崎-」（1972年2月7日） - 山村作兵衛
    - 第13話「死を賭けた願い -桑名-」（1972年2月21日） - 五平太の家来
    - 第20話「帰って来た男 -土佐-」（1972年4月10日） - 用心棒
    - 第27話「夕映えの対決 -宮崎-」（1972年5月29日） - 子分

  - 第4部 第4話「鬼と呼ばれた娘 -三国峠-」（1973年2月12日）- 門番
  - 第5部
    - 第13話「浪花女のど根性 -大阪-」（1974年6月24日） - 奉行配下
    - 第17話「酔いどれ用心棒 -松山-」（1974年7月29日） - 役人
    - 第24話「二人の御老公 -佐賀-」（1974年9月16日）- 家臣

  - 第6部
    - 第2話「哀愁稗搗節 -宮崎-」（1975年4月7日） - えびす屋の用心棒
    - 第15話「丁半花むしろ -倉敷-」（1975年7月7日） - 用心棒
    - 第21話「ど根性河内節 -八尾-」（1975年8月18日） - 車屋の船頭
    - 第29話「黄門さまの頑固くらべ -木更津-」（1975年10月13日） - 辰五郎の子分

  - 第7部
    - 第10話「吼えろ!!北海の火縄銃 -函館-」（1976年7月26日）- 北海屋の手下
    - 第25話「母恋し、父（ちゃん）悲し -高田-」（1976年11月8日）- 測量役人
    - 第28話「ひょうろく玉の仇討ち -諏訪-」（1976年11月29日） - 大垣藩士
    - 第29話「花嫁になったお新 -飯田-」（1976年12月6日） - 伊蔵の手下
    - 第30話「おふくろさまは山びこ -上田-」（1976年12月13日） - 番人

  - 第8部
    - 第6話「自慢高慢馬鹿のうち -駿府-」（1977年8月22日） - 富蔵の子分
    - 第9話「人情しだれ柳 -岡崎-」（1977年9月12日） - 刺客
    - 第13話「芝居になった漫遊記 -伊勢-」（1977年10月10日） - 大工（ノンクレジット）
    - 第16話「非情の対決 -橋本-」（1977年10月31日） - 山伏
    - 第21話「黄門さまも人の親 -高松-」（1977年12月5日） - 讃州屋一味
    - 第25話「初春博多囃子 -博多-」（1978年1月2日） - 船頭

  - 第9部
    - 第13話「黄門様の泥棒ごっこ -長岡-」（1978年10月30日） - 寅三の子分
    - 第24話「弟思いの一番勝負 -川越-」（1979年1月15日） - 門弟

  - 第10部
    - 第16話「母恋し鈴鹿馬子唄 -大津-」（1979年11月26日）- 吉川
    - 第23話「めざす敵はお殿様 -高遠-」（1980年1月21日） - 熊五郎の子分
    - 第26話「日本晴れ‼水戸街道 -水戸-」（1980年2月11日）- 船頭

  - 第11部 第6話「奇祭・化け物まつりの対決 -鶴岡-」（1980年9月22日）
  - 第12部
    - 第2話「頑固くらべで悪退治 -八王子-」（1981年9月7日） - 役人
    - 第15話「娘意気地の生一本 -柳井-」（1981年12月7日） - 小松屋の蔵人
    - 第16話「瀬戸の夕映え花嫁 -広島」（1981年12月14日） - 舟頭

  - 第13部
    - 第3話「鬼が棲んでる天下の嶮 -箱根-」（1982年11月1日） - 叶屋の雲助
    - 第23話「悪を裁いたかすり織 -久留米-」（1983年3月21日） - 福童屋の手下
    - 第26話「六十余州は日本晴れ -鹿児島・水戸-」（1983年4月11日） - 役人

  - 第14部
    - 第1話「水戸黄門 -水戸・江戸-」（1983年10月31日） - 番士
    - 第7話「無法裁いた孤独の十手 -花巻-」（1983年12月12日） - 井筒屋の手下
    - 第18話「人情紅花夫婦染 -米沢-」（1984年2月27日） - 侍
    - 第32話「灘の庄助 なぜ酔っぱらう -灘-」（1984年6月4日） - 黒沢の配下

  - 第15部
    - 第1話「謎の美剣士 隠密旅 -高松-」（1985年1月28日）- 福岡藩士
    - 第11話「老公暗殺!火炎地獄 -福岡-」（1985年4月8日） - 福岡藩士
    - 第14話「めざす敵は仁術医者 -浜田-」（1985年4月29日） - 雲助
    - 第19話「父娘救った主君の鎧 -備中松山-」（1985年6月3日） - 平田
    - 第21話「意地で守った名人芸 -鳥取-」（1985年6月17日）- 中盆
    - 第24話「女掏摸 弁天お京 -宮津-」（1985年7月8日）- 中盆
    - 第31話「瞼の父は用心棒 -諏訪-」（1985年8月26日） - 勝造の子分
    - 第36話「代官にされたドジな掏摸 -岡部-」（1985年9月30日） - 岩松
    - 第39話「野望砕いた江戸城の対決 -江戸-」（1985年10月21日） - 福岡藩士

  - 第16部
    - 第6話「敵と呼ばれた助三郎 -島田-」（1986年6月2日）- 三造の子分
    - 第13話「想い叶えた愛の組紐 -膳所-」（1986年7月21日） - 鍾馗の権兵衛の子分
    - 第23話「涙で誓った盗っ人仁義 -長岡-」（1986年9月29日）- 侍
    - 第27話「陰謀暴いた男の友情 -久保田-」（1986年10月27日）- 役人
    - 第29話「鬼面に隠れた忠義の心 -盛岡-」（1986年11月10日）- 松川
    - 第39話「旅遥か恋の船唄 -水戸-」（1987年1月19日） - 役人

  - 第17部
    - 第5話「男十手の木曽節仁義 -妻籠-」（1987年9月28日） - 仁助の子分
    - 第17話「黄門様のおしのび指南 -松山-」（1987年12月21日） - 役人

  - 第18部
    - 第1話「水戸黄門 -水戸・江戸-」（1988年9月12日） - 目付
    - 第5話「恐怖の釣り天井 -宇都宮-」（1988年10月10日） - 役人
    - 第17話「暗雲払う破邪の剣 -平戸-」（1989年1月9日） - 家臣
    - 第21話「化け猫の仇討ち -久留米-」（1989年2月6日） - 家臣

  - 第19部
    - 第11話「黄門様の泥棒指南 -盛岡-」（1989年12月4日） - 徳造の子分
    - 第21話「烏に狙われた女 -富山-」（1990年2月19日） - 関所役人
    - 第26話「仇討ち小諸馬子唄 -小諸-」（1990年3月26日） - 武蔵屋の人足頭

  - 第20部
    - 第4話「偽黄門は正義の味方 -島田-」（1990年11月19日） - 熊五郎の子分
    - 第30話「刀鍛冶の仇討ち悲願 -岡山-」（1991年6月3日） - 根吉
    - 第37話「悲願を秘めた水芸師 -長岡-」（1991年7月22日） - 寅蔵の子分

  - 第21部
    - 第4話「母恋し娘馬子唄 -米子-」（1992年4月27日） - 万造の子分
    - 第20話「悲願を秘めた鬼代官 -福知山-」（1992年8月17日） - 権太の子分
    - 第24話「義賊隼小僧の恩返し -金沢-」（1992年9月14日） - 寅松

  - 第22部
    - 第3話「天下の嶮の幽霊騒動 -箱根-」（1993年5月31日） - 寅五郎の子分
    - 第11話「弟思いのあほんだら兄貴 -大坂-」（1993年7月26日） - 寅吉
    - 第21話「妻をも騙した武士の真実 -萩-」（1993年10月4日） - 田坂
    - 第36話「花のお江戸の大掃除 -江戸-」（1994年1月24日） - 役人

  - 第23部
    - 第6話「姥捨は鬼の仕業 -小諸-」（1994年9月5日） - 藤五郎の子分
    - 第10話「親子喧嘩の腕比べ -田鶴浜-」（1994年10月10日） - 刺客
    - 第16話「八兵衛夢見た若旦那 -宮津-」（1994年11月21日）
    - 第23話「命の恩人は大嘘つき -下関-」（1995年1月16日） - 岡っ引
    - 第28話「美人かあちゃん子沢山 -延岡-」（1995年2月20日）- 岩五郎の子分
    - 第34話「狸がくれた赤ん坊 -信楽-」（1995年4月3日）- 家臣
    - 第39話「白いお髭のお婿殿 -府中-」（1995年5月8日）

  - 第24部
    - 第2話「狙われた箱根の献上湯 -箱根-」（1995年9月18日） - 雲助
    - 第6話「お髭を染めた黄門さま -大坂-」（1995年10月23日） - 奉行所与力
    - 第15話「仇を探す飴売り娘 -熊本-」（1995年12月25日）
    - 第21話「鬼と呼ばれた父の真実 -鳥取-」（1996年2月12日） - 目付配下
    - 第31話「お銀の身替り花嫁 -弘前-」（1996年4月29日）

  - 第25部
    - 第9話「瞼の父は銭の虫 -吉野-」（1997年2月17日） - 権次
    - 第13話「若様の水門破り -高松-」（1997年3月17日） - 人足
    - 第22話「オラの息子が御落胤 -出石-」（1997年5月26日）- 英高の家臣
    - 第27話「父を殺した男の真実 -高田-」（1997年6月30日） - 久保田

  - 第26部 第10話「陰謀砕く男の勇気 -延岡-」（1997年4月20日） - 役人
  - 第27部
    - 第4話「こけしの里の鬼退治 -仙台-」（1999年4月12日）- 牢役人
    - 第15話「なまはげの凶賊退治 -男鹿-」（1999年6月28日）- 役人

  - 第28部
    - 第4話「風雲渦巻く駿府城! -江尻・駿府-」（2000年4月3日）
    - 第11話「恋を叶えた岡崎燈籠 -岡崎-」（2000年5月22日）- 野村の用人
    - 第17話「暴れん坊は紀州の若様 -京都-」（2000年7月10日）
    - 第21話「意地と涙の人形芝居 -淡路-」（2000年8月7日）
    - 第27話「格さんの恋! -福山-」（2000年9月18日）

  - 第29部
    - 第6話「危機一髪!影武者大作戦 -高崎-」（2001年5月7日）- 由井輝之助
    - 第18話「渡る世間に鬼はなし -善光寺-」（2001年7月30日）
    - 第23話「祝言に飛び込んだ男 -会津-」（2001年9月3日）

  - 第30部
    - 第9話「娘が知った父の秘密 -久保田-」（2002年3月4日）- 橘重三郎
    - 第20話「新妻お娟の大奮闘 -唐津-」（2002年5月27日）- 役人
    - 第25話「父は子を、子は父を -高松-」（2002年7月1日）- 山形仙十郎

  - 第31部
    - 第1話「水戸黄門 -水戸・江戸-」（2002年10月14日）
    - 第21話「黄門様と七化けのお京 -広島-」（2003年3月17日） - 多市

  - 第32部
    - 第3話「おらが蕎麦は日本一 -小諸-」（2003年8月11日）
    - 第12話「奉公先は子だくさん -仙台-」（2003年11月3日） - 田島久右衛門

  - 1000回記念スペシャル （2003年12月15日） - 旗本
  - 第33部 第12話「京娘が秘めた謎! -萩-」（2004年7月5日） - 北川
  - 第34部
    - 第3話「父子つないだ職人魂 -相馬-」（2005年1月24日） - 多村内膳
    - 第19話「浪花女は銭の神様 -三春-」（2005年5月30日）

  - 第35部 第1話「風雲急を告げる高松城 -水戸・江戸・高松-」（2005年10月10日） - 讃岐うどん屋の客人・高松藩家臣
  - ナショナル劇場50周年記念特別企画スペシャル （2006年3月13日） - 垣内六郎
  - 第36部
    - 第6話「印籠の故郷守る師弟愛 -輪島-」（2006年8月28日）
    - 第14話「父子結んだ石州和紙 -津和野-」（2006年11月6日） - 樫山仙八郎
    - 第18話「若君救った女将の秘密 -三木-」（2006年12月4日）

  - 第37部 第11話「母と娘つないだ風車 -青森-」（2007年6月18日） - 藩士
  - 第38部
    - 第2話「嵐を呼ぶ瀬戸内の謎! -瀬戸内-」（2008年1月14日）
    - 第11話「にわか侍一直線! -郡上八幡-」（2008年3月17日） - 前田藤八

  - 第39部
    - 第4話「天誅!紫頭巾参上 -近江八幡-」（2008年11月3日）- 供侍
    - 第11話「若妻の言えない秘密? -天草-」（2008年12月22日） - 前田藤八
    - 第20話「踊り子の想いを繋ぐ天の橋立 -宮津-」（2009年3月9日）

  - 第40部 第5話「美人剣士の婿選び -山形-」（2009年8月24日）
  - 第41部
    - 第1話「恋と嵐の江戸の春(前編) -江戸-」（2010年4月12日）
    - 第9話「女意気地とニブイ奴 -新宮-」（2010年6月7日）- 役人

  - 第43部 第14話「母ちゃん探して伊勢参り -伊勢-」（2011年10月24日）
  - 最終回スペシャル（2011年12月19日） - 天領役人
- 天を斬る （1970年、NET / 東映）
- 燃えよ剣 （NET / 東映）
  - 第10話「堀川の夜雨」（1970年） - 番小屋の男
  - 第14話「壬生 星あかり」（1970年） - 長州出入りの男
  - 第20話「炎の戦陣」（1970年） - 薩摩軍兵士
- 素浪人 花山大吉 第77話「心の中では泣いていた」（1970年6月20日、NET / 東映）
- 大岡越前 （TBS / C.A.L） ※加藤剛版
  - 第1部 第16話「賊木鼠小僧」（1970年6月29日）
  - 第2部 第26話「脅迫者」（1971年11月8日） - 若侍
  - 第3部
    - 第21話「人情大工裁き」（1972年11月6日） - 飲み屋の客
    - 第24話「人情の罠」（1972年11月27日） - 大岡家用人
    - 第27話「死の匂いのする花」（1972年12月18日） - 大岡家用人

  - 第4部
    - 第6話「黒い影」（1974年11月11日） - ならず者
    - 第24話「姿なき怪盗」（1975年3月17日） - 呼び込み

  - 第5部 （1978年2月 - 7月） - 同心
  - 第7部
    - 第1話「大岡越前」（1983年4月18日） - 男
    - 第23話「闇に閃く恐怖の邪剣」（1983年9月26日） - 乾分

  - 第8部
    - 第1話「大岡越前」（1984年7月16日）
    - 第16話「抜け荷暴いた娘掏摸」（1984年11月5日）

  - 第9部
    - 第1話「大岡越前」（1985年10月28日） - 小田原藩奉行所役人
    - 第22話「雪絵 誘拐危機一髪」（1986年3月24日） - 広瀬の若党
    - 第24話「囮になった目撃者」（1986年4月7日） - 六助
    - 第26話「吉宗暗殺仇討ちの陰謀」（1986年4月21日） - 影供

  - 第10部
    - 第7話「島抜けが狙った女」（1988年4月11日） - 船頭
    - 第15話「凶賊に奪われた十手」（1988年6月6日）
    - 第23話「臆病風を吹き飛ばせ！」（1988年8月7日）

  - 第11部
    - 第1、2話「吉宗暗殺の野望」（1990年4月23、30日） - 尾張藩士
    - 第7話「将軍様とふかし藷」（1990年6月4日） - 滝蔵の子分

  - 第12部
    - 第6話「能面の女が雇った刺客」（1991年11月18日） - 吉次
    - 第7話「妖女が嗤う世継ぎの謎」（1991年11月25日）

  - 第13部
    - 第1話「大岡越前」（1992年11月16日）
    - 第6話「泣き笑い恋の鞘当て」（1992年12月21日）
    - 第26話「江戸を守った大岡裁き」（1993年5月10日） - 伝吉

  - 第14部
    - 第6話「友を救った宿場の決闘」（1996年7月22日） - 不逞浪士
    - 第7話「復讐果たす怒りの十手」（1996年7月29日） - 奉行所与力

  - 第15部
    - 第1話「大岡越前」（1998年8月24日） - 島蔵
    - 第23話「辻斬りは拝領の太刀」（1999年2月22日） - 中間
- さむらい飛脚 第6話（1971年2月13日、NET / 東映）
- 軍兵衛目安箱 第5話「百万人の声」（1971年5月5日、NET / 東映）
- 徳川おんな絵巻 （KTV / 東映）
  - 第34話「母恋い三度笠」（1971年5月22日）
  - 第35話「涙の祭り囃子」（1971年5月29日）
- お祭り銀次捕物帳 第11話「脱獄 親子の十手」（1972年7月15日、CX）
- 地獄の辰捕物控 第2話「御用金が死を招く」（1972年10月12日、NET / 東映）
- 新撰組 第16話「誠の旗伏見へ」（1973年、CX / 東映）
- 次郎長三国志 第3、8話（1974年、NET / 東映）
- 長谷川伸シリーズ 第17話「越後獅子祭」（1973年1月24日、NET / 東映）
- 江戸を斬るシリーズ（TBS / C.A.L）
  - 江戸を斬る 梓右近隠密帳
    - 第3話「天下の一大事」（1973年10月8日）
    - 第8話「喜内のにわか彦左」（1973年11月12日）

  - 江戸を斬るVII ※里見浩太朗版
    - 第1話「江戸を斬る」（1987年1月26日）
    - 第8話「邪剣断った白頭巾」（1987年3月16日）
    - 第29話「血染めの遠山桜」（1987年8月10日）

  - 江戸を斬るVIII
    - 第6話「義賊を騙る悪い奴」（1994年3月7日）
    - 第13話「愛しい娘が殺人者」（1994年） - 三五郎の子分
    - 第16話「幼馴染が悪の手先」（1994年） - 船頭
    - 第22話「噂の名医は牢の中」（1994年）
- 影同心II 第23話「一殺多生政商を斬る!!」（1976年、MBS / 東映）
- お耳役秘帳 第18話「人柱は血の川に沈んだ」（1976年、KTV / 歌舞伎座テレビ） - やくざ
- 桃太郎侍 （NTV / 東映） ※高橋英樹版
  - 第1話「八百八町罷り通る」（1976年10月3日）
  - 第35話「鬼がひしめく青梅宿」（1977年6月05日）
  - 第42話「涙で見送る子の門出」（1977年7月24日） - 釣り人1
  - 第69話「おれはお江戸のダメ同心!」（1978年2月05日）
  - 第90話「良薬は苦すぎた」（1978年7月02日）
  - 第94話「早替りお化け屋敷」（1978年7月30日）
  - 第105話「北の岬の渡り鳥」（1978年10月15日）
  - 第116話「雪に舞い散る母子唄」（1979年1月07日）
  - 第123話「別れに泣いた信州路」（1979年2月25日）
  - 第128話「琉球を食う鬼退治」（1979年4月01日）
  - 第145話「鯛より旨い鰯の人情」（1979年7月29日）- 浪人
  - 第152話「大江戸剣術王座決定戦」（1979年9月16日）
  - 第167話「飛んで火に入る仇討娘」（1979年12月30日）
  - 第172話「つばめに惚れた鉄砲玉」（1980年2月03日）
  - 第189話「走れ! お江戸の一番纒」（1980年6月01日）- 臥煙
  - 第205話「鬼より恐い母がいる」（1980年9月21日）- ゴロツキ
  - 第222話「出世、ご免蒙ります」（1981年1月18日）- 銀次
  - 第230話「すずめの涙三千両」（1981年3月15日）
  - 第241話「赤い首輪をつけた猫」（1981年5月31日）
- 遠山の金さん （NET→ANB / 東映) ※杉良太郎版
  - 第1シリーズ
    - 第4話「神隠しをあばけ!」（1975年10月23日）
    - 第22話「恐怖の縄を解け!!」（1976年2月26日）
    - 第26話「金の大黒を追え‼」（1976年3月25日）
    - 第46話「恐怖の真昼に舞う風車」（1976年8月19日）
    - 第67話「逢いに来た女」（1977年1月20日） - 唐津屋手下
    - 第79話「巡礼お勝参上」（1977年4月21日） - 霞の籐兵衛手下
    - 第84話「地獄のかっぽれ」（1977年6月2日） - 日本橋蝋燭問屋 荒木屋用心棒
    - 第89話「呼びとめた女」（1977年7月7日） - 安藤主膳家来
    - 第96話「お湯の中にも鬼が住む」（1977年8月25日） - 南町奉行所同心

  - 第2シリーズ
    - 第16話「命ぎりぎり夫婦花」（1979年6月7日） - 源七
- 柳生一族の陰謀 （KTV / 東映）
  - 第2話「美女のいけにえ」（1978年10月10日）
  - 第18話「沈丁花は殺しの匂い」（1979年1月30日）
  - 第39話「さらば! 柳生」（1979年6月26日）
- 暴れん坊将軍シリーズ （ANB / 東映）
  - 吉宗評判記 暴れん坊将軍
    - 第1話「春一番! 江戸の明星」（1978年） - 町人
    - 第11話「日本一の木遣唄」（1978年） - 国兵衛
    - 第18話「江戸一番の乱れ打ち」（1978年） - やくざ
    - 第26話「朝寝朝酒で出世した男」（1978年） - 役人
    - 第43話「お庭番非情!」（1978年） - 地廻り
    - 第52話「失脚!大岡越前守」（1979年） - 侍
    - 第58話「江戸一番!桜おどり」（1979年） - 同心
    - 第67話「大岡越前守自決す!」（1979年） - 番士
    - 第70話「三万石よりどじょう鍋」（1979年） - 侍
    - 第73話「富士の白雪に燃えた男」（1979年） - 大場
    - 第80話「暴走!旗本八万騎」（1979年） - 半田
    - 第84話「おさいが翔んだ!」（1979年）
    - 第85話「富士が見ていたあばれ槍」（1979年） - 舟頭
    - 第100話「天下御免のにせ將軍」（1980年） - 捨吉
    - 第105話「止めろ!天下御免の暴走車」（1980年）
    - 第121話「花咲ける女武士道」（1980年） - 高見
    - 第126話「二万両で売った恋」（1980年） - 中岡庄三郎
    - 第140話「天下御免のあばれ槍」（1980年） - 滝田
    - 第151話「山吹色の佐渡おけさ」（1981年） - 甚太
    - 第161話「笑って散った流転の女」（1981年） - 子分
    - 第176話「憎しみの糸が結んだ父娘の絆」（1981年） - やくざ
    - 第178話「土俵に賭けた舞扇」（1981年） - 家臣
    - 第187話「天下御免! 虚無僧変化」（1981年） - 浪人
    - 第197話「河豚より怖し小判鮫」（1982年） - 助三

  - 暴れん坊将軍II
    - 第10話「泣くな吉宗 大江戸無情」（1983年） - 衛士
    - 第16話「鬼が棲む浮世風呂」（1983年） - 多助
    - 第27話「鬼退治! 雨のオランダ屋敷」（1983年） - やくざ
    - 第46話「金襴緞子の罠を撃て!」（1984年） - 御家人
    - 第63話「女の戦 うわなり討ち!」（1984年） - 同心
    - 第66話「纒に誓ったやせ我慢」（1984年） - 浪人
    - 第76話「才蔵覚悟! 死者からの挑戦」（1984年） - 代官所の武士
    - 第89話「八丁堀師走の恋唄」（1984年） - 行商人
    - 第104話「一大事! 花嫁候補勢揃い!」（1985年） - 市松
    - 第122話「花のお江戸で嫁とるだ!」（1985年） - 仔分
    - 第134話「この世の憂さを呑む女!」（1985年） - 甚兵衛の仔分
    - 第141話「信濃路、新さん賭場荒らし!」（1986年） - 代貸
    - 第153話「あかりが欲しい！恋の辻占」（1986年） - 根吉
    - 第158話「庭番慕情、禁じられた恋の笛!」（1986年） - 若山
    - 第166話「夫婦飛脚の夢だより!」（1986年） - 同心（二）
    - 第176話「決戦前夜の仮祝言!」（1986年） - 浪人（一）

  - 暴れん坊将軍III
    - 第4話「血ぬりの一文銭」（1988年） - 吟味役
    - 第13話（SP）「将軍が消えた!? 吉宗暗殺の渦巻く紀州和歌山」（1988年）- 根来衆
    - 第15話「妻を斬った男」（1988年） - 家臣
    - 第30話「阿呆と呼ばれた名将軍」（1988年） - 侍
    - 第46話「おイモを生んだ目安箱」（1988年） - 源太
    - 第55話「菊乱れる非情の剣」（1989年） - 与力
    - 第60話「母恋いなみだ舟」（1989年） - 同心
    - 第66話「孫兵ヱは浪花のお大尽さま!?」（1989年） - 役人
    - 第72話「おんなとおとこの夢芝居」（1989年） - 藩士
    - 第82話「帰って来た炎の男」（1989年） - 御家人
    - 第85話「め組の半次郎の天国と地獄」（1989年） - 勤番侍
    - 第86話「隠密、二十年目に帰る」（1989年） - 忍者
    - 第93話「悪霊の城の花嫁」（1989年）
    - 第104話「花咲ける忠臣一代!」（1990年）- 黒田
    - 第108話「復讐!鬼女の涙」（1990年）- 役人
    - 第114話「愛しのわらべよ、荒海が泣く!」（1990年） - 仁兵衛
    - 第121話「無念を晴らした南蛮大魔術!」（1990年） - 肥前屋茂左衛門
    - 第128話「さよならの花かんざし!」（1990年） - 松井

  - 暴れん坊将軍IV
    - 第1話（SP）「ご生母、謎の失踪! 吉宗、江戸城決戦春一番!!」（1991年）
    - 第28話「吉宗を狙う女剣士」（1991年） - 谷口定之助
    - 第33話「頑張れ! 登城拒否侍」（1991年） - 松下
    - 第40話「いなせ新さん 渡世人修行!」（1992年） - 勘助
    - 第49話「恋山彦 幻の花嫁!」（1992年） - 原口
    - 第59話「炎上! 銃口に立つ大岡越前!」（1992年） - 侍（一）
    - 第65話「さらば! 悪名の男」（1992年） - 源三
    - 第66話「めおと三味線上州しぐれ!」（1992年） - 浪人（一）
    - 第68話「危うし! 吉宗、妖刀村正騒動」（1992年） - 阿部弥七郎
    - 第70話「鉄火芸者に花一輪」（1992年） - 堀口寛十郎

  - 暴れん坊将軍V
    - 第3話「狙われた氷上の美女」（1993年）- 左平次
    - 第4話「尼さんやくざが突っ走る!」（1993年）- 三宅東馬
    - 第26話「子連れ芸者の挑戦」（1993年）- 稲葉信吉
    - 第27話「天下御免の偽十手」（1993年）
    - 第32話「紀州から来た刺客」（1993年）- 宗春の家臣

  - 暴れん坊将軍VI
    - 第2話「標的は将軍様」（1994年） - 山内
    - 第17話「人参に咲いた花祝言」（1995年） - 伊助
    - 第35話「絶体絶命! 大岡越前」（1995年） - 沖田十吉郎
    - 第42話「黄金地蔵が呉れたお母ちゃん」（1995年） - 秋月

  - 暴れん坊将軍VII
    - 第3話「母恋し! がまん涙の夢枕」（1996年） - 黒田

  - 暴れん坊将軍VIII
    - 第3話「居酒屋の女の告白」（1997年）- 木田
    - 第4話「妖しく光る銀かんざし、出合い茶屋の女」（1997年）

  - 暴れん坊将軍IX
    - 第13話「襲われた寝室!吉宗を狙うお姫様」（1999年）- 霞の七兵衛
    - 第24話「涙の上州路 誉れの仇討ち」（1999年）- 辰蔵

  - 暴れん坊将軍X
    - 第5話「埋蔵金に踊らされた夫婦！甲府勤めの甘い罠」（2000年）- 伊勢屋
    - 第10話「鬼と呼ばれた女! 復讐の幼な子誘拐!!」（2000年） - 船頭
    - 第11話「女商人の悲しき再会! 兄は盗賊、弟は同心」（2000年） - 米問屋主人
    - 第23話「吉宗を愛した女お庭番！断崖に消えた恋」（2000年）- 役人

  - 暴れん坊将軍 800回新春スペシャル （2001年1月11日） - 林夏之助
  - 暴れん坊将軍XI
    - 第3話「め組消滅の危機!」（2001年8月2日）
    - 第7話「父恋し! 涙の子守唄」（2001年8月30日）
- 風鈴捕物帳 第5話「友情に命を賭けて」（1978年11月23日、ANB / 東映）
- 長七郎天下ご免! （1979年 - 1982年、テレビ朝日） - 浜乃屋従業員、留吉（レギュラー）
- 土曜ワイド劇場
  - 京舞妓殺人事件恐怖の浮気出張 （1980年、ABC / 東映） - パトカーの警官 ※ノンクレジット
- 悪党狩り（12ch / 松竹・藤映像コーポレーション）
  - 第8話「人斬り医者」（1980年） - 山室
  - 第16話「残侠の未練花」（1981年）
- 影の軍団シリーズ （KTV / 東映）
  - 服部半蔵 影の軍団（1980年）
    - 第18話「瞳の中の殺人者」
    - 第25話「悲恋からくり天井」- 松次郎

  - 影の軍団II
    - 第4話「白蛇の罠」（1981年）
    - 第14話「闇にきらめく美女」（1981年）

  - 影の軍団 幕末編 第3話「女は二度燃える」（1985年）
- 源九郎旅日記 葵の暴れん坊 （ANB / 東映）
  - 第11話「波切 潮鳴り 悪を斬る」（1982年7月17日） - 田端
  - 第41話「はばたけ! あの雲の彼方へ!」（1983年2月26日） - 柳田
- 松平右近事件帳 第10話「極楽とんぼのならず者」（1982年、NTV / ユニオン映画）-やくざ
- 時代劇スペシャル （CX / 東映）
  - 松本清張のかげろう絵図 （1983年7月22日）
  - 隠密くずれ 変幻くノ一黄金城の秘密 （1983年8月26日）
  - 乾いて候 お毒見役必殺剣 （1984年1月26日）
  - 暗殺指令 （1984年2月2日） - ナレーション
- 大奥 第44話「天使たちのエロス」（1984年、KTV / 東映）
- 京都マル秘指令 ザ新選組 第2話「脅迫2 ナンバーワン芸者の強姦裏ビデオを作るぞ!」（1984年、ABC / 松竹） - 浜野
- 弐十手物語 第1話「狼と鶴」（1984年、CX / 東映）
- 必殺シリーズ （ABC / 松竹）
  - 必殺仕切人 第16話「もしも討入りに雪が降らなかったら」（1984年12月14日） - 伴内
  - 新春仕事人スペシャル 必殺忠臣蔵（1987年1月2日） - 米沢藩士
- 長七郎江戸日記  （NTV / ユニオン映画）
  - 第1シリーズ
    - 第1話「風流双面（ふたおもて）草紙」（1983年10月18日）- 浪人
    - 第21話「母恋草」（1984年3月13日）- 山中
    - 第30話「剣客有情」（1984年7月3日）- 斉藤
    - 第63話「おふくろさんよ‥‥」（1985年5月28日）- 浪人
    - 第87話「夫婦せんべい」（1986年2月11日）- 源助
    - 第104話「目明し気取り」（1986年7月22日） - 才次
    - 第116話「天狗におびえる街」（1986年12月9日） - 浪人

  - 第2シリーズ
    - 第4話「手折られた白梅」（1988年2月2日）- 守屋猪之助
    - 第13話「老兵は死なず」（1988年4月26日）- 源次
    - 第19話「妻こそ我が命」（1988年7月5日）
    - 第25話「咲くか、赦免花」（1988年9月20日）
- 京都かるがも病院 第11話「診断できなかった女の病」（1986年、ANB / 東映） - 刑事
- 傑作時代劇 （ANB / 東映）
  - 五瓣の椿 復讐編 完結編 （1987年4月14、21日）
  - おんなの密書 ボーナスは瓜一個 （1987年6月18日）
  - 国境を越えた男 （1987年7月16日）
  - 大岡政談 暴走!鎧が迫る、血も凍る怪奇ホラー （1987年8月20日）
- 秋の時代劇スペシャル （ANB / 東映）
  - 新選組 前編 後編 （1987年10月1、8日）
  - 子連れ狼 冥府魔道の刺客人・母恋し大五郎絶唱! （1989年10月5日）
- 三匹が斬る! シリーズ（ANB / 東映）
  - 三匹が斬る!
    - 第6話「父と呼ぶ、男に惚れて薄化粧」（1987年11月26日）- 橋本の配下
    - 第11話「大逆転、絹街道の美女と悪い奴」（1988年1月7日）- 黒木の配下
    - 第17話「人妻の、涙甘いかしょっぱいか」（1988年2月25日）- 師範代
    - 第21話「さらば三匹、満開の悪の花咲く京の都大路」（1988年3月31日）- 浪人

  - 続・三匹が斬る!
    - 第3話「上様の、茶は甘いかしょっぱいか」（1988年12月15日）- 丹阿弥の配下
    - 第6話「御神水、飲んで飲まれ悪徳商法」（1989年1月19日）- 権次
    - 第9話「連発銃、昨日の友は今日の敵」（1989年2月16日）- 新山藩役人
    - 第16話「名物の、喧嘩団子が結ぶ恋」（1989年4月27日）- 役人

  - 続続・三匹が斬る!
    - 第4話「壺が割れ、正体見えた逃亡者」（1990年1月25日）- 役人
    - 第9話「消えた花嫁、悪女が走る風の中」（1990年3月8日）- 月之介
    - 第18話「無理心中、娘十八怨み節!」（1990年6月21日）

  - また又・三匹が斬る!（1991年）
    - 第1話「姫君の御毒見役、三匹参上!」- 山南総十郎
    - 第7話「妖怪見たか?丑の刻参りの女」- 役人
    - 第12話「幻の狐の嫁入り見て死んだ」- 遠藤
    - 第15話「お立会い!煮ても焼いても食えぬ奴」 - 役人
    - 第16話「偽三匹、どんでん返しの離れ業」 - 代官所手代 木下善太郎

  - 新・三匹が斬る!
    - 第4話「お相手申す、今宵限りの算盤剣法」（1992年）- 役人
    - 第5話「牢破り、女一匹駄賃づけ」（1992年）- 盗賊
    - 第14話「金儲けの、イロハ指南に賭けた首」（1992年）- 村田
    - 第16話「さいはての恐山、津軽娘が死者を呼ぶ」（1993年）- 吉川
    - 第20話「越後路は、水燃え人燃え怨み節」（1993年）- 左源太
- 年末時代劇スペシャル 田原坂 第二部「桜島は死せず」（1987年12月31日、NTV / ユニオン映画）
- ご存知!旗本退屈男シリーズ （ANB / 東映）
  - ご存知!旗本退屈男II （1988年12月29日）
  - ご存知!旗本退屈男 天下御免の巨悪斬り! （1994年1月3日）
- 名奉行 遠山の金さん（ANB / 東映） ※松方弘樹版
  - 第1シリーズ
    - 第2話「女盗賊の三つの謎」（1988年）- 仁平次の子分
    - 第11話「罠にかかった奉行」（1988年）- 仙次
    - 第20話「美人姉妹の復讐」（1988年） - 遠州屋番頭

  - 第2シリーズ 第2話「美少女を救え!隠密同心の怒り」（1989年6月1日） - 刺客
  - 第3シリーズ 第26話「白い肌に謎の刺青」（1991年） - 猪之吉
  - 第4シリーズ
    - 第9話「悪事を働く形見の十手」（1992年） - 権三の手下
    - 第22話「蒸発した六人の娘」（1992年） - 用心棒

  - 第5シリーズ
    - 第20話「狙われた遠山奉行」（1993年） - 村田一角
    - 第28話「過去を背負った二人の女」（1993年） - ならず者

  - 第6シリーズ 第3話「遠山桜と御落胤」（1994年6月30日） - 大崎甚十郎
  - 第7シリーズ 第3話「白い花の恐怖 悪徳医師の陰謀」（1995年）- 客
  - 第9シリーズ（金さんVS女ねずみ）
    - 第10話「隠密同心殺人事件」（1998年）- 羅門
    - 第13話「おさわり茶屋殺人事件」（1998年）- 役人
- 大型時代劇スペシャル 織田信長 （1989年1月1日、TBS / 東映）
- 八百八町夢日記 （NTV / ユニオン映画）
  - 第1シリーズ
    - SP1「夢を追って」（1989年10月10日） - 用心棒
    - 第7話「闇の顔役」（1989年11月28日）
    - 第19話「涙雨、おんな暦」（1990年3月6日）
    - 第31話「夏の嵐」（1990年7月24日）

  - 第2シリーズ
    - 第12話「哀しみの刺客」（1992年1月14日） - 青木
    - 第20話「名のない女」（1992年3月10日） - 用心棒
    - 第31話「女泥棒の悪い癖」（1992年8月18日）
- 新春ワイド時代劇 （TX / 東映）
  - 宮本武蔵（1990年1月2日）
  - 国盗り物語 第2部、第3部 （2005年1月2日）
  - 徳川風雲録 八代将軍吉宗 第2部 （2008年1月2日）
- 怪傑黒頭巾 （1990年、TBS）
- 豪剣! 賞金稼ぎ 無用ノ介 （1990年10月8日、ANB / 東映）
- 将軍家光忍び旅（ANB / 東映）
  - 第1シリーズ（1990-91年）
    - 第6話「偽将軍と踊り子の恋」- 役人
    - 第14話「浜松、女郎の仇討ち」- 役人

  - 第2シリーズ（1992-93年）
    - 第1話「暗雲ただよう中山道! 家光を狙う妖しい美女と謎の黒幕!」
    - 第9話「鳥居峠 葵の印籠を持った女」- 役人
    - 第18話「お家騒動、高崎だるまに誓う愛」
- 銭形平次 （CX / 東映） ※北大路欣也版
  - 第1シリーズ 第15話「涙の殺人者」（1991年）
  - 第2シリーズ 第17話「追われる男」（1992年）
  - 第3シリーズ 第4話「炎の記憶」（1993年） - 盗賊一味
  - 第4シリーズ 第3話「呪われた女」（1994年）
  - 第5シリーズ 第8話「暗黒街の女」（1995年）
- 源氏九郎颯爽記 秘剣揚羽蝶 （1991年10月13日、ANB / 東映）
- 時代劇スペシャル （ANB / 東映）
  - 素浪人無頼旅 （1991年10月31日）
  - 素浪人無頼旅II （1992年3月30日）
  - 桃太郎侍 狙われた将軍の首 狙われた将軍の首 帰って来た桃太郎、小田原－江戸－日光で怒りの鬼退治!（1992年4月2日）
  - 桃太郎侍II 危うし!八百万石　闇将軍の陰謀と四人の美女 桃太郎、江戸―名古屋―京で怒りの鬼退治!!（1993年4月1日）
- 四匹の用心棒 (4) かかし半兵衛ひとり旅 (1992年、ANB / 東映)
- 新撰組 池田屋の血闘 （1992年10月2日、TBS）
- 半七捕物帳 第11話「闇の顔役」（1992年12月22日、NTV / ユニオン映画）
- 新春5時間時代劇スペシャル 独眼竜の野望 伊達政宗 （1993年1月3日、ANB / 東映）
- 闇を斬る!大江戸犯科帳 第11話「運命の銃弾」（1993年、NTV / ユニオン映画）
- 金曜エンタテイメント 松本清張の異変街道 （1993年10月13日、CX） - 先棒
- 江戸の用心棒 （NTV / ユニオン映画）
  - パートI
    - 第8話「清さん、女難の相あり」（1994年） - 小堀右太夫
    - 第14話「調子がよくてすねた奴」（1994年）

  - パートII 第12話「女は度胸の珍商売」（1996年）
- 月曜ドラマスペシャル 京都埋蔵金伝説殺人事件 （1996年4月15日、TBS / 東映）
- 快刀!夢一座七変化 第10話「ボロ儲け兄弟の秘密を暴け!」（1997年1月30日、ANB / 東映）
- 隠密奉行朝比奈 第1シリーズ 第6話「越前竹人形の秘密」（1998年、CX） - 松倉弥助（藩士）
- 痛快!三匹のご隠居 第8話「据え膳食わぬは男の恥! されど自信が…」（1999年11月9日、ANB / 東映）
- 南町奉行事件帖 怒れ!求馬シリーズ (TBS / C.A.L)
  - 南町奉行事件帖 怒れ!求馬II 第1話「消えた美女二人」（1999年10月25日）
  - 大江戸を駈ける! 第11話「炎に仕組まれた罠(蔵前)」（2001年）
- 科捜研の女 第1シリーズ 第7話「祇園ホステス殺人の謎! 二度狙われた女!!」（1999年12月2日、ANB / 東映）
- 八丁堀の七人 (ANB / 東映)
  - 第1シリーズ 第1話「人情同心が走る!謎が謎呼ぶだるま凧!?」（2000年1月13日）
  - 第4シリーズ 第7話「怒りの鉄拳!一目ぼれされた女医」（2003年2月17日）
  - 第5シリーズ 第1話「美人女将が仕組んだ罠!悲しい過去が殺意を招く」（2004年1月5日）
  - 第6シリーズ 第8話「殺人を目撃した女!証言に潜む過去」（2005年3月7日）
  - 第7シリーズ 第1話（2006年1月16日）
- 旗本退屈男 第10話「南国の対決」（2001年11月6日、CX / 東映）
- 子連れ狼 第3部 第6話「雨の日に切腹を…! 大五郎涙の別れ!」（2004年8月9日、EX / 東映）
- 忠臣蔵 第1話「刃傷 松の廊下」（2004年10月18日、EX / 東映）
- 金曜時代劇 最後の忠臣蔵 第1話「吉良邸乱入」（2004年11月5日、NHK）
- 名奉行! 大岡越前 (EX / 東映) 
  - 第1部 第10話「油問屋山崎屋の一件」（2005年6月20日）
  - 第2部 第9話「盗賊を裏切った女!!男が心意気を賭けた白州と母心」（2006年7月11日）
- 月曜ミステリー劇場 (TBS)
  - 狩矢警部シリーズ (1) 「京都華道家元殺人事件」（2005年10月24日）
  - 狩矢警部シリーズ (3) 「京都茶道三姉妹殺人事件」（2007年7月9日）
- 新・京都迷宮案内3 第10話「杉浦恭介最後の事件 殺意を呼ぶ逆転勝訴!」（2006年3月16日、EX / 東映）
- 新・桃太郎侍 第8話「入れ替わった若君!? これが最後の鬼退治」（2006年9月5日、EX / 東映）
- 逃亡者 おりんシリーズ (TX / C.A.L) 
  - 逃亡者 おりん 第3話「哀しみの乙女恋唄」（2006年11月3日） - 久兵衛
  - 逃亡者 おりん2（2012年1月-3月） - 毒空木
- 太閤記〜天下を獲った男・秀吉 第2話「信長怒る!!秀吉切腹の危機!!敵地築城と姫への恋心…」（2006年11月7日、EX / 東映）
- 遠山の金さん 第5話「遊郭に雇われた金さん!?わらべ歌の謎と復讐に燃える女」（2007年2月20日、ANB / 東映）
- 八州廻り桑山十兵衛〜捕物控ぶらり旅 第7話「流されてゆく情念の女…謎の焼死体と悲しき鈴の音」（2007年7月3日、EX / 東映）
- 刺客請負人 第1シリーズ 第6話「嫉妬の果て」（2007年8月31日、TX / 松竹）
- お江戸吉原事件帖 第6話「狙われた芸者衆」（2007年12月7日、TX / C.A.L）
- 幻十郎必殺剣 第1話「死神誕生〜一度死んだ男が闇を斬る！」（2008年1月18日、TX / 東映）
- 日曜洋画劇場特別企画 「柳生一族の陰謀」（2008年9月28日、EX / 東映）
- 主水之助七番勝負〜徳川風雲録外伝〜 (TX / 東映)
  - 第1話「満月の夜に妻を切る剣鬼」（2008年10月20日）
  - 第3話「仇討ち無用!」（2008年11月3日）
- 肉体の門 （2008年12月27日、EX / 東映）
- 断絶 （2009年10月3日、EX / 東映）
- その男、副署長3 第8話 （2009年12月3日、EX / 東映）
- 鬼龍院花子の生涯 （2010年6月6日、EX / 東映）
- 京都地検の女6 第4話「法律が裂いた嫁姑！消えた5歳児の謎!!」（2010年11月4日、EX / 東映）
- だましゑ歌麿 第2弾（2012年9月15日、EX / 東映）
- 大岡越前（2013年 - 2014年、NHK BSプレミアム / C.A.L） - 橋田孫兵ヱ
  - 大岡越前スペシャル 〜親子をつなぐ名裁き〜（2019年1月4日） - 橋田孫兵ヱ
- 木曜時代劇 ぼんくら 第2話「烏を連れた差配人」（2014年、NHK）
- 最強のふたり〜京都府警 特別捜査班〜 最終話 （2015年9月10日、EX / 東映） - 成田安二郎
- 木曜ミステリー 京都人情捜査ファイル File.3「双子殺人事件〜歩く兄の死体！古民家か消えた血染めの庭石」（2015年、EX / 東映）
- 鬼平犯科帳 THE FINAL 前編「五年目の客」（2016年、CX / 松竹）
- BS時代劇 子連れ信兵衛 第2シリーズ 第7話「人質奪還大作戦」（2016年、NHK-BSプレミアム）
- ドラマW ふたがしら2 第5話（2016年、WOWOW）
- 三屋清左衛門残日録 完結篇（2017年2月11日、BSフジ / 東映）
- 大江戸事件帖 美味でそうろう2（2017年2月17日、BS朝日 / 東映）
- 名奉行!遠山の金四郎（2017年9月25日、TBS / 東映）
- 小吉の女房 第5話「おばば様の秘密」（2019年、NHK-BSプレミアム） - 定町廻り同心

など

### 所作指導

#### 映画
- 大奥（2006年、東映） - 吟味与力 役でも出演
- 十三人の刺客（2010年、東宝）
- 一命（2011年、松竹）

#### ドラマ
- 大奥〜誕生［有功・家光篇］（2012年、TBS）
- 知られざる幕末の志士 山田顕義物語 （2012年1月2日、MBS / エルフ・エージェンシー）
- 宮本武蔵（2014年3月15日 - 16日、EX / 東映）
- みをつくし料理帖 第2弾（2014年6月8日、EX / 東映）

### バラエティ・情報番組
- ちちんぷいぷい（2016年、MBS） - 「ここはどこ?あなたはダレ?」コーナー